# Karim El Debes
Karim Mohamed Abdelhamid Mahmoud Hassan El Debes (Caliubia, 3 de junio de 2003) es un futbolista egipcio que juega en la demarcación de lateral izquierdo para el Al-Ahly de la Premier League de Egipto.

## Clubes
| Club       | País   | Año       | Partidos | Goles |
| ---------- | ------ | --------- | -------- | ----- |
| Wadi Degla | Egipto | 2020-2023 | 22       | 1     |
| Al Ahly SC | Egipto | 2023-     | 22       | 0     |